# Анасази
Анасази са индианска култура, съществувала на територията на съвременните американски щати Колорадо, Юта, Аризона и Ню Мексико, и по-точно в областта известна като Четирите ъгъла. Тяхната цивилизация е интересна по ред причини. На много места в тези щати те са оставили развалини от скални жилища, които днес са обявени за национално културно наследство и са под защитата на ЮНЕСКО. Археологическите находки говорят, че те са имали познания по керамика, текстил и изкуствено напояване. Те също така са извършвали наблюдения на слънцето и са оставили интересни рисунки по скалите. Днешните наследници на анасизите са племената пуебло (с изключение на зуни) и хопите.
В средите на археолозите няма единно мнение за историческия период, в който възниква тази цивилизация.
Терминът анасази не се приема от народа пуебло, на езика навахо думата anaasází означава „древен враг“. За първи път е предложен в края на деветнадесети век от Ричард Уетърил и е като название в научната литература въпреки съпротивата срещу това наименование от страна на потомците на анасази.
Освен тях още три други култури (Хохокам, Могольон и Патаян) съставят културната група на индианците пуебло.
Останки от тези култури могат да се видят в националния парк Меса Верде, националния монумент Ховенуип, каньоните Чако и Де Шейи.